# Elsa Fonda
Elsa Fonda (Pirano, 27 aprile 1935 – Trieste, 24 febbraio 2025) è stata un'annunciatrice televisiva e scrittrice italiana.

## Biografia
Dopo aver frequentato il Liceo di Capodistria ed essersi avvicinata al teatro, stringendo amicizia con Fulvio Tomizza, giunge a Trieste nel 1955, trascorrendo un periodo nel campo profughi di Padriciano. Si laurea in Lingue e Scienze Politiche all'Università degli studi di Trieste ed entra nella compagnia di prosa della RAI di Trieste.
Studia sia con Ugo Amodeo che con Spiro Dalla Porta Xydias, con quest'ultimo lavora nello spettacolo "Il Gabbiano" di Čechov. In quegli anni conosce Anita Pittoni che la sprona a proseguire.
Nel ‘66 vince il concorso nazionale per annunciatrici della Rai, collaborando poi con il M° Labroca a Venezia. Nel 1970 si trasferisce a Roma.
Per trent’anni è una delle voci più seguite della radio nazionale, tanto da commentare i programmi più prestigiosi, alcuni mandati al Premio Italia.
Nell’82 vince il primo premio alla Biennale Internazionale del Documentario. In quel periodo presenta per la Rai diversi importanti concerti (ad esempio di Rostropovich, Segovia e Bernstein) trasmessi dalla Rai in diretta da luoghi noti: Santa Cecilia, Teatro dell’Opera, Quirinale, Vaticano, Teatro Sistina.
Dall’83 all’89 è stata docente di dizione ed educazione della voce al Centro Sperimentale di Cinematografia di Roma.
Ha tenuto numerosi recital in Italia e all’estero (Tripoli, Bucarest, Praga, Oslo, Bergen, Città del Messico, ecc.) sull’evoluzione della lingua e sull’uso della voce e del corpo.
È stata voce recitante nel '95 ne "L‘histoire de Babar" di Poulenc; nel ‘96 (ripreso nel ‘98) in "Pierino e il lupo" di Prokofiev con l’orchestra sinfonica del Teatro Verdi di Trieste; e con la Camerata Musicale di Padova ne "L'Histoire du soldat" di Stravinskij.
Ha presentato negli anni le sue riduzioni di "Storia di una gabbanella e del gatto che le insegnò a volare "di Luis Sepulveda, e "La radura" di Marisa Madieri, interpretando tutti i personaggi per dimostrare la magia della voce.
Negli anni Duemila ha curato lo spettacolo "Vorrei incatenare la mia anima per non vederla più vagabondare" dalle lettere di Elody Oblath Stuparich a Scipio Slataper (1909-1914). Nel 2008 ha composto e interpretato il monologo "Per troppa vita che ho nel sangue: Parole per Antonia Pozzi".
Inoltre ha pubblicato il libro "La cresta sulla zampa" dove racconta della sua infanzia a Pirano.
Nel 2023 è stata ospite alla trasmissione televisiva Sottovoce condotta da Gigi Marzullo per parlare della sua carriera.
È morta il 24 febbraio 2025 a Trieste.